# Záliv královny Maud
Záliv královny Maud (anglicky Queen Maud Gulf) je záliv v arktické oblasti v teritoriu Nunavut v Kanadě.

## Geografie
Záliv se rozkládá mezi severoamerickou pevninou na jihu, Ostrovem krále Viléma na severovýchodě a Viktoriiným ostrovem na severozápadě. Na západě je skrze Průliv Petera W. Dease spojen s Korunovačním zálivem. Na východě Průliv Thomase Simpsona vede do Bazénu Knuda J. V. Rasmussena. Na severu přechází Záliv královny Maud do Viktoriina průlivu.
Záliv královny Maud je bohatý na ostrovy, útesy a mělčiny. Na severu, u vstupu do Viktoriina průlivu, se nachází Ostrovy Královské geografické společnosti.
Délka zálivu je 72 km, hloubka se pohybuje od 30 do 210 metrů. Záliv je celoročně pokryt ledem, někdy na přelomu července a srpna je bez ledu. Břehy zálivu jsou pozvolné a nízké s typickou tundrovou vegetací. Do zálivu ústí mnoho řek, z nichž největší jsou Armark, pramenící ve stejnojmenném jezeře, Perry River, pramenící v jezeře MacAlpine, a Kuunajuk. V příbřežní oblasti se nachází mnoho mělkých jezer a vodních ploch.

## Historie
V roce 1839 překročili objevitelé Peter Warren Dease a Thomas Simpson. Norský polární badatel Roald Amundsen mu v roce 1905 dal jméno na počest norské královny Maud z Walesu.
V roce 2014 byl nalezen v zálivu vrak lodě HMS Erebus ze ztracené Franklinovy expedice z roku 1845, která hledala Severozápadní průjezd. Vrak leží ve východní části zálivu.